# 2024 en Ukraine
Chronologie de l'Ukraine
- 2020
- 2021
- 2022
- 2023
- 2024
- 2025
- 2026
- 2027
- 2028

Cette page concerne les évènements survenus en 2024 en Ukraine :

## Évènements
- Guerre du Donbass  (depuis 2014)
- Invasion de l'Ukraine par la Russie  (depuis 2022)
- Attaques ukrainiennes en Crimée (depuis 2022)

### Janvier
- 3 janvier : respectivement 248 et 230 personnes sont échangées entre la Russie et l'Ukraine. Il s'agit de la plus grande transaction de prisonniers depuis le début de la guerre[1].
- 6 janvier :les forces russes attaquent le raïon de Pokrovsk, dans l'oblast de Donetsk, avec des missiles S-300, tuant au moins 11 personnes dont cinq enfants, et en blessant huit autres[2].
- 12 janvier : le Premier ministre britannique Rishi Sunak se rend à Kiev pour réitérer son soutien à l'Ukraine[3].
- 22 janvier : Volodymyr Zelensky signe un décret reconnaissant certains territoires russes, notamment certaines parties de l'oblast de Briansk et du kraï de Krasnodar, comme historiquement habités par des Ukrainiens[4].
- 24 janvier : un avion de transport militaire russe Iliouchine Il-76 transportant 65 prisonniers de guerre ukrainiens, six membres d'équipage et trois gardes, s'écrase dans le district russe de Korochansky , près de la frontière ukrainienne , tuant toutes les personnes à bord[5].
- 31 janvier : la Russie et l’Ukraine procèdent à un échange de prisonniers à la frontière, 195 soldats sont renvoyés en Russie et 207 militaires et civils sont renvoyés en Ukraine, respectivement. L'accord a été facilité par les Émirats arabes unis[6].

### Février
- 1er février : l'Union européenne approuve officiellement un plan d'aide financière de 50 milliards d'euros pour l'Ukraine après que la Hongrie a retiré son veto. Ce plan devrait aider le gouvernement ukrainien à payer les retraites, les salaires et d'autres dépenses au cours des quatre prochaines années, les premiers fonds étant débloqués en mars[7].
- 8 février : le président Zelensky annonce la révocation du commandant en chef des forces armées ukrainiennes Valeri Zaloujny , le remplaçant par Oleksandr Syrsky
- 17 février : offensive de Pokrovsk
- 28 février : raid sur Tendra Spit (en)

### Mars
- 7 mars : l'ancien chef d'état-major militaire Valeri Zaloujny est nommé ambassadeur au Royaume-Uni par le président Zelensky[8].
- 10 mars : le film documentaire ukrainien 20 Jours à Marioupol écrit et réalisé par Mstyslav Tchernov reçoit l'Oscar du meilleur long métrage documentaire.
- 12 mars : incursions en Russie occidentale
- 13 mars : l'Union européenne accepte d'augmenter de 5 milliards d'euros son fonds d'aide militaire à l'Ukraine[9].
- 14 mars : les responsables russes de la centrale nucléaire de Zaporijjia affirment que les bombardements ont touché des infrastructures critiques de la centrale[10].
- 15 mars : au moins 20 personnes sont tuées et 70 autres blessées lors d'une frappe de missile russe à double frappe à Odessa[11].
- 27 mars : seize personnes sont blessées, dont quatre enfants, et une personne est tuée à la suite de l'attaque de bombes guidées russes sur Kharkiv[12].

### Avril
- 3 avril : l'âge de la conscription est abaissé de 27 à 25 ans[13].
- 4 avril : 
  - la Russie lance plusieurs frappes de drones Shahed à Kharkiv, tuant au moins cinq personnes et en blessant cinq autres[14].
  - bataille de Tchassiv Iar.
- 6 avril : une frappe de drone russe sur Kharkiv, tue six civils et en blesse 10 autres ; au moins neuf immeubles de grande hauteur sont gravement endommagés[15].
- 7 avril : l'AIEA rapporte que l'unité 6 de la centrale nucléaire de Zaporijjia a été ciblée par une frappe de drone, bien que la sécurité nucléaire n'ait pas été compromise[16].
- 8 avril : bataille de Krasnohorivka
- 11 avril : des frappes russes détruisent la centrale thermique de Tripilska située dans l'oblast de Kiev , la mettant hors service de manière permanente[17].
- 14 avril : des bombardements de l'armée ukrainienne sur la ville sous contrôle russe de Tokmak font 16 morts dans la région de Zaporijjia, dans le sud de l'Ukraine[18].
- 16 avril : bataille d'Ocheretyne (en)
- 22 avril : la Russie attaque la tour de télévision de Kharkiv à l'aide d'un missile de croisière Kh-59 , provoquant la chute d’une partie de la tour et perturbant le signal de diffusion à Kharkiv[19].
- 24 avril : les États-Unis annoncent une aide d'un milliard de dollars à l'Ukraine dans le cadre d'un projet de loi bloqué au Congrès américain pendant des mois et récemment approuvé. L'aide comprend des munitions pour l'artillerie et les systèmes de défense aérienne, ainsi que des véhicules blindés de combat[20].
- 26 avril : un tribunal ordonne l'arrestation du ministre de l’Agriculture Mykola Solskyi, accusé d'acquisition illégale de terres d'une valeur de 7 millions de dollars[21].
- 28 avril : l'Ukraine se retire des villages de Berdychi, Semenivka et Novomykhailivka dans l'oblast de Donetsk[22].

### Mai
- 7 mai : le Service de sécurité ukrainien (SBU) a annoncé avoir arrêté deux colonels de l'unité de protection du gouvernement ukrainien recrutés par le Service fédéral de sécurité russe qui complotaient un assassinat du président Zelensky et d'autres hauts responsables ukrainiens[23].
- 10 mai : 
  - offensive de Kharkiv.
  - Scope Ratings (de) – l’agence de notation européenne – abaisse la note d'émetteur à long terme de l'Ukraine en devises étrangères de « CC » à un niveau juste au-dessus de la note par défaut de « C », en maintenant une perspective « négative ». Scope est la première agence de notation à abaisser l'Ukraine à ce niveau[24].
- 22 mai : la Russie renvoie en Ukraine six enfants déplacés par la guerre, dans le cadre d'un accord négocié par le Qatar[25].
- 23 mai : sept personnes sont tuées et au moins 28 sont blessées lors de frappes de missiles russes à Lioubotyn et Kharkiv[26].
- 24 mai : l'Union européenne prend la décision d'autoriser l'Ukraine à utiliser les intérêts des comptes bancaires russes gelés, pour un montant total de 2,5 milliards d'euros (2,7 milliards de dollars) par an[27].
- 27 mai : le Premier ministre espagnol Pedro Sánchez signe un pacte de sécurité bilatéral avec le président Volodymyr Zelensky et promet une aide militaire d'un milliard d’euros (1,1 milliard de dollars) à l'Ukraine[28].
- 29 mai : la Suède annonce une aide militaire de 1,16 milliard d'euros à l'Ukraine, la plus importante jamais accordée par la Suède à ce jour[29].
- 30 mai : les États-Unis autorisent l'Ukraine à frapper le territoire russe près de l'oblast de Kharkiv avec des armes fournies par les États-Unis, mais pas avec des missiles à longue portée capables de frapper sur le sol Russe en profondeur[30].
- 31 mai : trois personnes sont tuées et seize autres blessées dans des frappes russes, à Kharkiv[31].

### Juin
- 1er juin : la Russie lance des frappes de missiles et de drones sur l'Ukraine, blessant au moins quatre personnes et endommageant des infrastructures critiques, notamment des installations énergétiques[32].
- 3 juin : trois personnes sont tuées dans des attaques russes dans l'est et le nord-est de l'Ukraine[33].
- 7 juin : au moins vingt-trois personnes sont tuées, et des dizaines d'autres blessées par des frappes ukrainiennes ayant visé des zones contrôlées par la Russie dans l'est et le sud de l'Ukraine[34].
- 11 juin : les États-Unis lèvent l'interdiction d'envoyer des armes américaines au bataillon Azov[35].
- 13 juin : les dirigeants du G7 conviennent de prêter 50 milliards de dollars à l'Ukraine et d'utiliser les intérêts des avoirs gelés de la banque centrale russe comme garantie du prêt[36].
- 14 juin : le président russe Vladimir Poutine annonce qu'il est prêt à un cessez-le-feu si l'Ukraine se retire des territoires occupés par les forces russes et cesse son adhésion à l'OTAN. L'Ukraine rejette l'offre[37].
- 15 juin : les États-Unis annoncent un programme d'aide de 1,5 milliard de dollars à l'Ukraine, principalement axé sur l'industrie énergétique du pays et l'aide humanitaire[38].
- 16 juin : la Norvège annonce qu'elle donnera à l'Ukraine 1,1 milliard de couronnes (93 millions d'euros) pour l'aider à réparer ses infrastructures énergétiques et à sécuriser l'approvisionnement en électricité du pays avant l'hiver[39].
- 20 juin : l'Ukraine est placée en tête de la liste des États-Unis recevant des commandes de livraisons de systèmes de missiles Patriot[40].
- 25 juin : 
  - ouverture des négociations d'adhésion de l'Ukraine à l'Union européenne[41].
  - la Cour européenne des droits de l'homme a jugé à l'unanimité la Russie coupable de violations systématiques des droits de l'homme en Crimée[42].
  - la Russie et l'Ukraine ont chacune restitué 90 prisonniers de guerre dans le cadre d'un échange de prisonniers négocié par les Émirats arabes unis[43].
- 27 juin : le président Zelensky signe une loi établissant l'anglais comme langue officielle de communication internationale en Ukraine[44].

### Juillet
- 2 juillet : 
  - l'activiste de l'opposition kazakh Aïdos Sadykov décède des suites de ses blessures après avoir été blessé par balle à Kiev le 18 juin.
  - le Premier ministre hongrois Viktor Orbán se rend à Kiev pour la première fois depuis le début de l'invasion russe, proposant un plan de cessez-le-feu qui est rejeté par le président Zelensky[45].
- 3 juillet : les pays de l'OTAN s'accordent pour une aide militaire de 40 milliards d'euros en 2025[46].
- 8 juillet : le président Zelensky déclare que la Pologne peut abattre des missiles russes dans l'espace aérien ukrainien après la signature d'un accord de sécurité à Varsovie[47].
- 15 juillet : l'OTAN établit un nouveau centre de commandement à Wiesbaden , en Allemagne, pour planifier et coordonner le soutien à l'armée ukrainienne dans le cadre du programme d'assistance et de formation à la sécurité de l'Ukraine[48].
- 16 juillet : 
  - l'opérateur du réseau électrique public ukrainien Ukrenergo coupe l'électricité d'urgence dans sept régions de l'est et du centre, en raison d'une vague de chaleur record et de pannes d'équipements aggravées par les attaques russes en cours[49].
  - la République tchèque annonce son intention de faciliter la production de fusils d'assaut du groupe Colt CZ (en) et la construction d'une usine de munitions en Ukraine[50].
- 19 juillet : l'ancienne députée de Svoboda, Iryna Farion, est abattue par un tireur non identifié à Lviv[51].
- 24 juillet :
  - le ministre polonais de la Défense, Władysław Kosiniak-Kamysz, déclare que la Pologne bloquera la candidature de l'Ukraine à l'Union européenne si elle ne résolve pas les problèmes liés au massacre de Polonais par les nationalistes ukrainiens pendant la Seconde Guerre mondiale , notamment en retrouvant et en enterrant toutes les victimes tuées sur le territoire ukrainien actuel[52].
  - Trois soldats ukrainiens sont tués et quatre autres blessés lors d'une fusillade de masse dans l'oblast de Kharkiv[53].
- 25 juillet : Fitch Ratings abaisse la note de crédit de l'Ukraine de « CC » à « C » en raison de la nécessité pour le pays de restructurer 20 milliards de dollars d'obligations internationales auprès d'investisseurs étrangers, augmentant ainsi le risque de défaut de paiement du pays[54].
- 26 juillet : l'Union européenne envoie à l'Ukraine son premier transfert de 1,5 milliard d'euros provenant des avoirs russes gelés, pour soutenir l'armée et les infrastructures. Le Kremlin dénonce ce transfert comme étant « illégal » au regard du droit international et promet des représailles légales[55].
- 27 juillet : des pirates informatiques du ministère de la Défense ukrainien multiplient les cyberattaques « massives » contre les plus grandes banques russes, interdisant toute transaction en espèces ou par carte de crédit. Les cyberattaques visent également les systèmes de transport public russes , les fournisseurs d'accès internet et de téléphonie mobile et les réseaux sociaux[56].
- 29 juillet : le Premier ministre slovaque Robert Fico menace de suspendre les exportations de diesel de la Slovaquie vers l'Ukraine si le gouvernement ukrainien continue de suspendre le transport de pétrole par pipeline de la compagnie pétrolière russe Lukoil , qui, selon la Slovaquie, est à l'origine d'une crise énergétique nationale[57].
- 31 juillet : l'Ukraine exige que la Russie explique la mort du prisonnier de guerre ukrainien Oleksandr Ishchenko en captivité russe, qui était jugé avec 21 autres soldats ukrainiens de la brigade Azov que les procureurs russes accusent d'être affiliée à l'extrême droite[58].

### Août
- 3 août : S&P Global abaisse la note de crédit de l'Ukraine à « SD » pour défaut « sélectif » après avoir été incapable de payer une échéance de 34 millions de dollars sur une obligation internationale, tout en déclarant que la note de crédit de l'Ukraine tomberait à « D », ce qui représente un défaut complet à la suite de la restructuration de la dette ukrainienne[59].
- 4 août :
  - le président Zelensky confirme l'arrivée et le déploiement du premier lot d'avions de combat F-16 promis par les pays occidentaux[60].
  - le Mali rompt ses relations diplomatiques avec l'Ukraine à la suite d'informations faisant état de l'implication de cette dernière dans une attaque contre les forces maliennes et du groupe Wagner par des séparatistes touaregs en juillet[61].
- 6 août :
  - la Russie affirme que les forces ukrainiennes ont effectué une incursion dans l'oblast de Koursk[62].
  - le Niger rompt ses relations diplomatiques avec l'Ukraine, invoquant des allégations de soutien à des groupes « terroristes »[63].
  - l'Union européenne approuve une aide financière de 4,2 milliards d'euros à l'Ukraine[64].
- 9 août : les États-Unis annoncent une aide militaire de 125 millions de dollars, comprenant des missiles FIM-92 Stinger, des munitions d'artillerie et des systèmes anti-blindés[65].
- 10 août : le président Zelensky confirme l'opération d'intrusion de l'armée ukrainienne dans l'oblast de Koursk en Russie[66].
- 15 août : l'Ukraine nie son implication dans les explosions qui ont endommagé le gazoduc Nord Stream 2 et accuse la Russie d'avoir pratiqué un sabotage, après que l'Allemagne a émis son premier mandat d'arrêt dans cette affaire contre un Ukrainien[67].
- 17 août :
  - l'aide militaire de l'Allemagne est bloquée jusqu'à nouvel ordre, afin de réduire les dépenses du budget fédéral. Ce moratoire donne lieu à un « différend tangible » au sein du gouvernement de coalition[68].
  - l'Agence internationale de l'énergie atomique déclare que la sécurité de la centrale nucléaire de Zaporizhia se détériore, à la suite d'une enquête sur une attaque de drone explosif qui a ciblé une route d'accès périphérique à la centrale[69].
- 18 août : le président biélorusse Alexandre Loukachenko annonce que près d'un tiers de l'armée biélorusse a été déployée le long de la frontière entre la Biélorussie et l'Ukraine, en réponse au déploiement de plus de 120 000 soldats ukrainiens à la frontière[70].
- 20 août :
  - les habitants de Ternopil sont priés de rester chez eux après qu'un drone russe a frappé une installation industrielle, provoquant un important incendie et une augmentation de la concentration de chlore dans l'air[71].
  - la Verkhovna Rada adopte un projet de loi interdisant les activités de tous les groupes religieux associés à la Russie en Ukraine, y compris l'Église orthodoxe ukrainienne (Patriarcat de Moscou), après l'arrestation de dizaines de clercs de l'Église accusés de trahison pour leur implication présumée dans l'espionnage russe et le transfert d'un clerc en Russie dans le cadre d'un échange de prisonniers[72].
- 21 août :
  - la Verkhovna Rada vote à 281 voix contre 1 la ratification du Statut de Rome conduisant à une adhésion à part entière à la Cour pénale internationale[73].
  - le Burkina Faso , le Mali et le Niger écrivent au Conseil de sécurité des Nations unies pour se plaindre du soutien apporté par l'Ukraine aux groupes rebelles dans la région du Sahel en Afrique de l'Ouest[74].
- 23 août :
  - les États-Unis annoncent un nouveau programme d'aide militaire à l'Ukraine, comprenant des missiles de défense aérienne, des munitions HIMARS, des missiles anti-blindés, des véhicules et d'autres équipements[75].
  - lors d'une réunion à Kiev, le Premier ministre indien Narendra Modi exhorte le président Zelensky à mettre fin à la guerre russo-ukrainienne et se porte volontaire pour servir de médiateur dans les négociations entre Zelensky et la Russie. Dans un discours national ultérieur, Zelensky remercie Modi mais déclare qu'il est nécessaire que l'Inde respecte le droit international ainsi que l'intégrité territoriale et la souveraineté de l'Ukraine[76].
- 24 août :
  - un conseiller à la sécurité britannique travaillant pour Reuters est tué et deux autres journalistes sont blessés dans une frappe de missile balistique russe contre leur hôtel à Kramatorsk, dans l'oblast de Donetsk[77].
  - le président Zelensky présente publiquement le drone-missile à turboréacteur Palianytsia de fabrication ukrainienne, destinée à servir d'équivalent ukrainien à la ZALA Koub-BLA russe[78].
- 25 août : le pape François condamne l'interdiction par le gouvernement ukrainien de l'Église orthodoxe ukrainienne liée à Moscou et d'autres groupes religieux liés à la Russie, car elle porte atteinte au droit civil des Ukrainiens à la liberté religieuse[79].
- 26 août :
  - des audits menés par le ministère ukrainien de la Défense ont déterminé qu'entre mars et juillet, plusieurs unités des forces armées ukrainiennes n'ont jamais reçu les  4,2 millions de dollars d'aide militaire qualifiée d'« aide humanitaire » pour contourner les frais de douane, ce qui a donné lieu à des enquêtes pour détournement de fonds et enrichissement illicite[80].
  - un avion de chasse F-16 appartenant à l'armée de l'air ukrainienne s'écrase au cours d'une attaque aérienne russe, tuant son pilote[81].
- 27 août :
  - le président Zelensky annonce que l'Ukraine a testé avec succès pour la première fois un missile balistique de fabrication nationale[82].
  - le président Zelensky annonce que la Pologne coopérera avec l'Ukraine pour renvoyer les Ukrainiens « qui ont violé la loi, des traîtres , des collaborateurs » en traversant illégalement la frontière polono-ukrainienne afin d'échapper à la conscription dans la guerre russo-ukrainienne[83].
- 30 août :
  - le président Zelensky limoge Mykola Oleshchuk de son poste de commandant de l'armée de l'air ukrainienne à la suite du crash mortel d'un avion de chasse F-16 le 26 août et le remplace par Anatolii Kryvonozhkoµ[84].
  - le président Zelensky exhorte la Mongolie à arrêter le président russe Vladimir Poutine alors qu'il se rend à Oulan-Bator pour sa première rencontre avec un État membre de la Cour pénale internationale depuis l'émission de son mandat d'arrêt par la CPI[85].

### Septembre
- 3 septembre : 
  - au moins 50 personnes sont tuées, et 200 autres blessées, par deux missiles balistiques visant un centre d'entraînement militaire et un hôpital voisin, à Poltava dans le centre-est de l'Ukraine[86].
  - cinq ministres présentent leur démission[87].
- 9 septembre : l'Ukraine commence la mise en œuvre de « drones dragons » qui pulvérisent de la thermite fondue sur la couverture forestière pour révéler et aider à détruire les unités et équipements militaires russes[88].
- 10 septembre : les Pays-Bas lèvent toutes les restrictions sur les armes accordées à l'Ukraine, ce qui permet à son armée de cibler la Russie avec des frappes en profondeur tout en exhortant les autres pays à lever également leurs restrictions sur les armes[89].
- 14 septembre : à l'issue d'une réunion à Kiev, les ministres des Affaires étrangères de Pologne et d'Ukraine appellent à la suppression des aides sociales pour les hommes ukrainiens en Pologne et à la mise en place de programmes dans l'Union européenne pour les renvoyer en Ukraine afin de mettre un terme à l'insoumission[90].
- 22 septembre : la présidente de la Commission européenne, Ursula von der Leyen, annonce un prêt pouvant atteindre 35 milliards d'euros pour l'Ukraine en soutien militaire et énergétique, à la suite de l'élaboration par le président Zelensky d'un nouveau plan de victoire contre la Russie[91].
- 25 septembre :
  - le président Zelensky accuse le Brésil et la Chine d'utiliser leur plan de paix proposé pour mettre fin à la guerre russo-ukrainienne pour renforcer leur puissance géopolitique « aux dépens de l'Ukraine » en exhortant les pays en développement à l'accepter[92].
  - le président républicain de la Chambre des représentants, Mike Johnson, exige que le président Zelensky limoge l'ambassadrice d'Ukraine aux États-Unis, Oksana Markarova, après que Zelensky ait visité une usine de munitions en Pennsylvanie avec plusieurs politiciens démocrates, ce qui, selon Johnson, représente une intervention électorale étrangère[93] .
- 26 septembre : le président américain Joe Biden annonce un programme d'aide militaire de plus de 8 milliards de dollars pour l'Ukraine et ordonne au ministère de la Défense d'allouer tous les fonds de sécurité restants à l'Ukraine d'ici la fin de son mandat en janvier 2025, avant une réunion avec le président Zelensky à la Maison-Blanche[94].
- 28 septembre : Leonid Loboyko, juge de la Cour suprême d'Ukraine, est tué par une frappe de drone russe à Kozatcha Lopan , dans l'oblast de Kharkiv, alors qu'il livrait de l'aide humanitaire dans la région[95].

### Octobre
- 13 octobre : le président Zelensky accuse la Corée du Nord d'envoyer des soldats pour participer à l'invasion russe[96].
- 22 octobre : le procureur général Andriy Kostine démissionne après une série de scandales impliquant des exemptions médicales accordées à des hommes en âge de servir dans les forces armées pour éviter d'être enrôlés dans l'armée ukrainienne.

### Novembre
- 4 novembre : l'Ukraine annonce ses premiers combats avec des soldats nord-coréens dans l'oblast de Koursk en Russie[97]
- 8 novembre : l'Ukraine met fin à son accord de services aériens avec l'Iran , en vigueur depuis 1993, en raison du soutien de ce dernier à l'invasion russe[98].
- 13 novembre : la Cour européenne des droits de l'homme rejette une requête du Service national des gardes-frontières ukrainiens visant à déposer la marque de l'expression « Navire de guerre russe, va te faire foutre » utilisée pour la première fois lors de la campagne de l'Île aux serpents en 2022, en invoquant le fait qu'il s'agissait d'un « slogan politique »[99].
- 16 novembre : la Russie lance près de 120 missiles et 90 drones sur l'ensemble du territoire Ukrainien, visant principalement des infrastructures énergétiques. Au moins 11 morts à Soumy et 10 à Odessa[100].
- 17 novembre : le gouvernement américain autorise l'armée ukrainienne à utiliser des missiles à longue portée pour frapper le sol russe[101].
- 20 novembre : 
  - l'armée ukrainienne utilise pour la première fois les missiles britanniques Storm Shadow sur le village russe de Marino[102].
  - le président américain, Joe Biden autorise la fourniture à l'Ukraine de mines antipersonnel[103].

### Décembre
- 12 décembre : les services secrets ukrainiens revendiquent l'assassinat de l'ingénieur russe, Mikhaïl Chatski, spécialisé dans la conception de missiles[104].
- 17 décembre : le général russe Igor Kirillov, en charge des Troupes de défense NBC russes, est tué dans un attentat à Moscou revendiqué par les services secrets ukrainiens[105].
- 27 décembre : 
  - première livraison de gaz naturel liquéfié (GNL) en provenance des États-Unis[106].
  - le président ukrainien affirme que les soldats nord-coréens subissent de lourdes pertes car ceux-ci sont exposés délibérément comme « chair à canon » par l'armée russe[107].
- 30 décembre : 
  - le président américain Joe Biden annonce une aide militaire de 2,5 milliards de dollars à moins d'un mois de son départ de la Maison-Blanche[108].
  - environ 300 prisonniers de guerre sont échangés à parité entre l'Ukraine et la Russie[109]

## Sport
- Championnat d'Ukraine de football 2023-2024
- 26 juillet-11 août : * 26 juillet – 11 août : La délégation olympique ukrainienne remporte trois médailles d'or, cinq d'argent et quatre de bronze et se classe 22e sur 84 pays en compétition aux Jeux olympiques d'été de 2024 à Paris.
- 21 décembre : le boxeur ukrainien Oleksandr Usyk bat le britannique Tyson Fury au championnat du monde de boxe des poids lourds, à Riyad[110].

## Culture

### Sortie de film
- L'Invasion (documentaire)

### Littérature
- 30 août : parution du recueil de poèmes L'Espérance (Надія), de l'écrivaine ukrainienne Lessia Oukraïnka, traduit en français par Henri Abril aux éditions Circé[111]

## Décès
- 22 février : Lioudmyla Alfimova, actrice
- 29 avril : Mykhaïlo Fomenko, footballeur
- 19 juillet: Iryna Farion, femme politique nationaliste ukrainienne d'extrême droite
- 4 octobre : Anatoli Konkov, entraîneur de football
- 15 octobre : Maksym Petrenko, grimpeur

### Personnalités étrangères mortes en Ukraine
- 12 janvier : Gonzalo Lira, journaliste américain
- Avril : Russell Bentley, combattant américain volontaire
- 27 juin : Peter Fouché, combattant américain volontaire
- 2 juillet : Aïdos Sadykov, journaliste kazakh
- 5 octobre : Ildar Dadine, militant russe
- 6 novembre : Pavel Klimenko, général de division russe
- 29 décembre : Alekseï Bougaïev, footballeur russe